# 9028 Konrádbeneš
9028 Konrádbeneš è un asteroide della fascia principale. Scoperto nel 1989, presenta un'orbita caratterizzata da un semiasse maggiore pari a 2,4515585 UA e da un'eccentricità di 0,1576203, inclinata di 4,05087° rispetto all'eclittica.